# Мисливський провулок (Київ, Дарницький район)
Мисли́вський прову́лок — зниклий провулок, що існував у Дарницькому районі міста Києва, місцевість Осокорки. Пролягав від Зарічної до Мисливської вулиці.

## Історія
Провулок виник у першій половині XX століття під назвою Нова вулиця. Назву Мисливський провулок отримав 1955 року.
Ліквідований у 1-й половині 1980-х років у зв'язку з частковим знесенням забудови селища Осокорки та прокладанням нової магістралі — майбутнього проспекту Миколи Бажана.